# Robert Ciranko
Robert Louis Ciranko (ur. 9 marca 1947, Brooklynie, Nowym Jorku w Stanach Zjednoczonych) – amerykański działacz religijny, siódmy prezes korporacji pensylwańskiej Strażnicy – Towarzystwa Biblijnego i Traktatowego (ang. Watch Tower Bible and Tract Society of Pennsylvania).

## Życiorys
Urodzony w marcu 1947 roku w Brooklynie w Nowym Jorku, dorastał w węgierskiej rodzinie imigrantów, Świadków Jehowy. W 1978 roku poślubił Ketrę Bates. 
W 2014 roku Ciranko zastąpił Dona Aldena Adamsa na stanowisku prezesa Pensylwańskiego Towarzystwa Biblijnego i Traktatowego — Strażnica (Watch Tower Bible and Tract Society of Pennsylvania). Jest też „pomocnikiem” Komitetu Redakcyjnego Ciała Kierowniczego Świadków Jehowy.